# Anita Björková
Anita Barbro Kristina Björková (25. dubna 1923 Tällberg, Švédsko – 24. října 2012 Stockholm) byla švédská filmová a divadelní herečka. 
Od třinácti let navštěvovala Královskou švédskou baletní školu a pak studovala herectví na akademii Královského dramatického divadla. V roce 1942 dostala první filmovou roli ve Hře nebes Alfa Sjöberga. Od roku 1945 byla členkou Královského dramatického divadla, kde ztvárnila více než sto rolí. Hrála Claire ve Služkách Jeana Geneta, Julii v Romeovi a Julii, Lízu v Pygmalionu, Marii Stuartovnu, Olgu ve Třech sestrách a markýzu v Madame de Sade Jukia Mišimy. V inscenaci Obrázkářů Pera Olova Enquista, kterou režíroval Ingmar Bergman, Björková ztvárnila postavu Selmy Lagerlöfové. Divadelní angažmá ukončila v roce 2000, po devíti letech se do Dramatenu ještě vrátila ve hře A. R. Gurneyho Milostné dopisy. 
V roce 1951 hrála titulní roli ve Sjöbergově zfilmování Slečny Julie, které vyhrálo Zlatou palmu v Cannes. V americkém špionážním filmu Lidé z temnot byla partnerkou Gregoryho Pecka. V USA byla tehdy považována za nástupkyni Grety Garbo. Představila se také jako Kyllikki ve filmu Gustafa Molandera Píseň o červeném květu, Petra v Mileneckých párech Mai Zetterlingové a Hedvig v sociálním historickém dramatu Bo Widerberga Ådalen 31. Ve filmu S nejlepšími úmysly, který natočil Bille August podle autobiografie Ingmara Bergmana, ztvárnila roli královny Viktorie Bádenské. Účinkovala také v televizním seriálu Flickan vid stenbänken, natočeném podle předlohy Marie Gripeové.
Jejím prvním manželem byl herec Olof Bergström, s nímž měla syna Jonase. Pak byla provdána za spisovatele Stiga Dagermana, výtvarníka Lasseho Lindqvista a lékaře Carla Hirsche. Známý byl také její milostný vztah s Grahamem Greenem.
Získala medaili Litteris et Artibus (1979), divadelní cenu Švédské akademie (1991), čestnou profesuru (2001) a Čestného Zlatohlávka (2005). Byla zakladatelkou sdružení Kulturarbetarnas socialdemokratiska förening.

## Filmografie
- 1942 Hra nebes
- 1944 Räkna de lyckliga stunderna blott
- 1947 Host přichází
- 1947 Žena bez tváře
- 1948 På dessa skuldror
- 1950 Kvartetten som sprängdes
- 1951 Slečna Julie
- 1952 Čekající ženy
- 1954 Die Hexe
- 1954 Lidé z temnot
- 1955 Der Cornet - Die Weise von Liebe und Tod
- 1956 Píseň o červeném květu
- 1957 Gäst i eget hus
- 1958 Dáma v černém
- 1960 Kostky jsou vrženy
- 1961 Square of Violence
- 1962 Vita frun
- 1964 Milenecké páry
- 1966 Utro
- 1968 Komedi i Hägerskog
- 1969 Ådalen 31
- 1979 Dědictví
- 1981 Hon na čarodějnice
- 1986 Amorosa
- 1992 S nejlepšími úmysly
- 1998 Okamžik pravdy